# Колківська республіка
Ко́лківська респу́бліка (кінець квітня 1943 — 3 листопада 1943) — військово-адміністративне утворення, частина Української Самостійної Соборної Держави, що існувало з центром у селі Колки, одне з трьох найбільших так званих «упівських» республік (інші дві ― Космацька і Закерзонська) площею приблизно у 2,5 тисячі км², що утворилося у квітні-травні 1943 на визволеній загонами УПА від нацистів території Генеральної округи Волинь-Поділля в районі, який охоплював населені пункти теперішніх Маневицького, Рожищенського, Ківерцівського районів Волинської області, Радивилівського району Рівненської області. Її межі в силу військових обставин змінювалися.

## Історичні передумови
Проголошений 30 червня 1941 року Акт про відновлення Української Держави та Декрет про створення Українського уряду на чолі з Ярославом Стецьком викликали шалений спротив з боку керівництва гітлерівської Німеччини. 5 липня 1941 року було заарештовано та ув'язнено Степана Бандеру, а 9 липня був також заарештований Ярослав Стецько. Також було ліквідовано сформовані з українських націоналістів батальйони «Роланд» і «Нахтігаль», на базі яких планувалось створити Українські Збройні Сили. 25 листопада 1941 року у Львові було розстріляно міністра Андрія П'ясецького та 28 патріотів ОУН із уряду Ярослава Стецька. Така ж доля спіткала інших чільних активістів ОУН зокрема Олену Телігу, Олега Ольжича, Івана Рогача. Поступово розпочалося переслідування та утиски окремих представників українського руху, що змусило ОУН (б) перейти на підпільну діяльність, а також поклало початок формування загонів самооборони. Центр національно-визвольної боротьби тимчасово переходить на Волинь. Тут, 14 жовтня 1942 року, на базі добровільних загонів самооборони, створюється Українська повстанська армія, яка за рішенням Проводу ОУН, розгорнула боротьбу на два фронти проти німецьких окупаційних сил та комуно-більшовицьких партизанів під девізом: «Здобудеш українську державу, або загинеш в боротьбі за неї».

## Створення республіки
Унікальним явищем в історії національно-визвольної боротьби була Колківська Повстанська Республіка, створена весною 1943 року на Волині з центром в містечку Колки, що неподалік від м. Луцька. Формування Колківської держави почалося у березні 1943 року. Повстанський загін командирів «Олега» (Миколи Ковтунюка) та «Рубащенка» (Степана Коваля) вигнав із м. Колки і навколишніх сіл німців та поліцаїв. Інші повстанські відділи ОУН-УПА звільнили від нацистів та більшовицьких партизанів населені пункти Маневицького, Цуманського, Рожищенського, Ківецівського, Степанського районів Волинської області. Утворився острівець вільної, незалежної Української Держави, яка проіснувала по листопад 1943 року.

## Діяльність
На звільненій території утворилася і активно діяла українська влада. Відділи ОУН і УПА допомагали населенню організувати свою власну адміністрацію та надавали їй всесторонню підтримку. В республіці найбільш активним було життя військове. У селі Старосілля розмістився великий політично-видавничий осередок, у якому працювали представники майже з усієї України, а кореспондент «Дніпровий» був родом із Зеленого Клину. У цьому осередку опрацьовувалися статті, відозви, вишкільні матеріали тощо. Політична література розсилалась далеко за межі Волині. Це був своєрідний штаб, про який мало знали сторонні.
В Колках була розташована військова школа. Тут містився штаб групи УПА «Турів», командиром якої був «Олег» (М.Ковтунюк), а згодом «Рудий» (Юрій Стельмащук). Штабом керував майор «Клим». У Колках побував Роман Шухевич. Він зустрівся з командиром УПА «Північ» Дмитром Клячківським («Климом Савуром»), провів нараду командирів УПА, надав допомогу в справі організаційної роботи. Все доросле населення республіки було зобов'язане проходити різноманітний військовий вишкіл: суспільно-політичний, старшинський, під-старшинський, розвідувальний тощо. В Колках діяла школа артилеристів і мінерів, а також курси самооборонної кінної розвідки та політосвіти. Почали працювати школи, лікарні, а також клуб, в якому проходили мітинги, збори і концерти, читалися лекції. Були відкриті пункти по переробці продуктів харчування та виготовленню товарів широкого вжитку. Відновлено роботу електростанцій, світло подавалося в лікарні і школи. Для охорони населення від грабіжників Головна команда УПА організовувала самооборону. Кожен надрайон, район, село, ставали військовим табором, а весь народ — вояками.
|  |  |  |  |  |  |  |
|  |  |  |  |  |  |  |

### Освіта, Медицина
В селі Копилля було виконано і обладнано 7 бункерів, де було закладено 450 центнерів жита, 45 центнерів борошна, 300 кілограмів сухарів, 7 операційних столів, лікарняні ліжка та медикаменти. Особлива увага приділялася навчанню і вихованню дітей та молоді. 3 15 вересня 1943 року почали працювати школи. Організацією та розвитком шкільництва відав шкільний інспектор, який був підзвітний політичній референтурі, впродовж всього існування республіки цю посаду займала Галина Рейкіна. Для надання медичної допомоги в селах Головним командуванням ОУН-УПА створювалися медичні та аптечні пункти, а також невеличкі шпиталі на 5-6 ліжок. Відкрито курси медичних сестер. В Колках діяла надрайонна служба безпеки і Революційний суд.

## Ліквідація республіки
Декілька разів були спроби розгромити Республіку силою місцевих гарнізонів, але завжди перемога була за повстанцями. 4 листопада 1943 р., залучивши регулярні фронтові частини (артилерію, танки, авіацію), нацисти знищили Колківську Повстанську Республіку. Жорстоке знищення Колківської Повстанської Республіки, масові розстріли українських патріотів викликало всенародну ненависть до окупантів, активізувало і посилило боротьбу УПА з німецькими нацистами.
Після відновлення на території колишньої Колківської республіки радянської влади тут відбулися нові репресії. Зокрема, у 1944 році в с. Ситниця представники влади зруйнували насипану могилу з хрестом, споруджену на честь героїв-колківчан, що загинули в бою з окупантами, а також значну частину місцевих мешканців виселили в Сибір.